# شهرستان شانگدو
شهرستان شانگدو (به لاتین: Shangdu County) یک شهرستان‌های جمهوری خلق چین در چین است که در اولانکاب واقع شده‌است.
 شهرستان شانگدو ۴٬۳۵۳ کیلومتر مربع مساحت و ۳۳۰٬۰۰۰ نفر جمعیت دارد و ۱٬۳۸۱ متر بالاتر از سطح دریا واقع شده‌است.